# Eugène Gayrhos
Eugène Gayrhos, né le 4 septembre 1843 à Kempten et mort le 21 janvier 1909, est un pianiste et compositeur vaudois.

## Biographie
Eugène Gayrhos suit des études à Stuttgart, Leipzig et Munich avant de décrocher un premier poste d'enseignant à Bâle. Il trouve cependant l'amour en terre vaudoise et s'installe à Lausanne en 1871. 
En 1872, les classes supérieures de l'Institut de musique de Lausanne lui tendent les bras, et il ne tarde pas à en devenir l'un des enseignants de piano les plus réputés. Eugène Gayrhos restera dans cette institution jusqu'en 1879, avant de se consacrer uniquement à l'enseignement privé et à la composition. 
Eugène Gayrhos décède le 21 janvier 1909.

## Sources
- « Eugène Gayrhos », sur la base de données des personnalités vaudoises sur la plateforme « Patrinum » de la Bibliothèque cantonale et universitaire de Lausanne.
- Antonin Scherrer, Conservatoire de Lausanne 1861-2011 : 150 ans, Gollion : Infolio, 2011, p. 46-49
- Journal de Genève, 1909/01/24
- Photographie R. de Greck, Lausanne, Patrie suisse, 1909, no 403, p. 36